# Chá verde

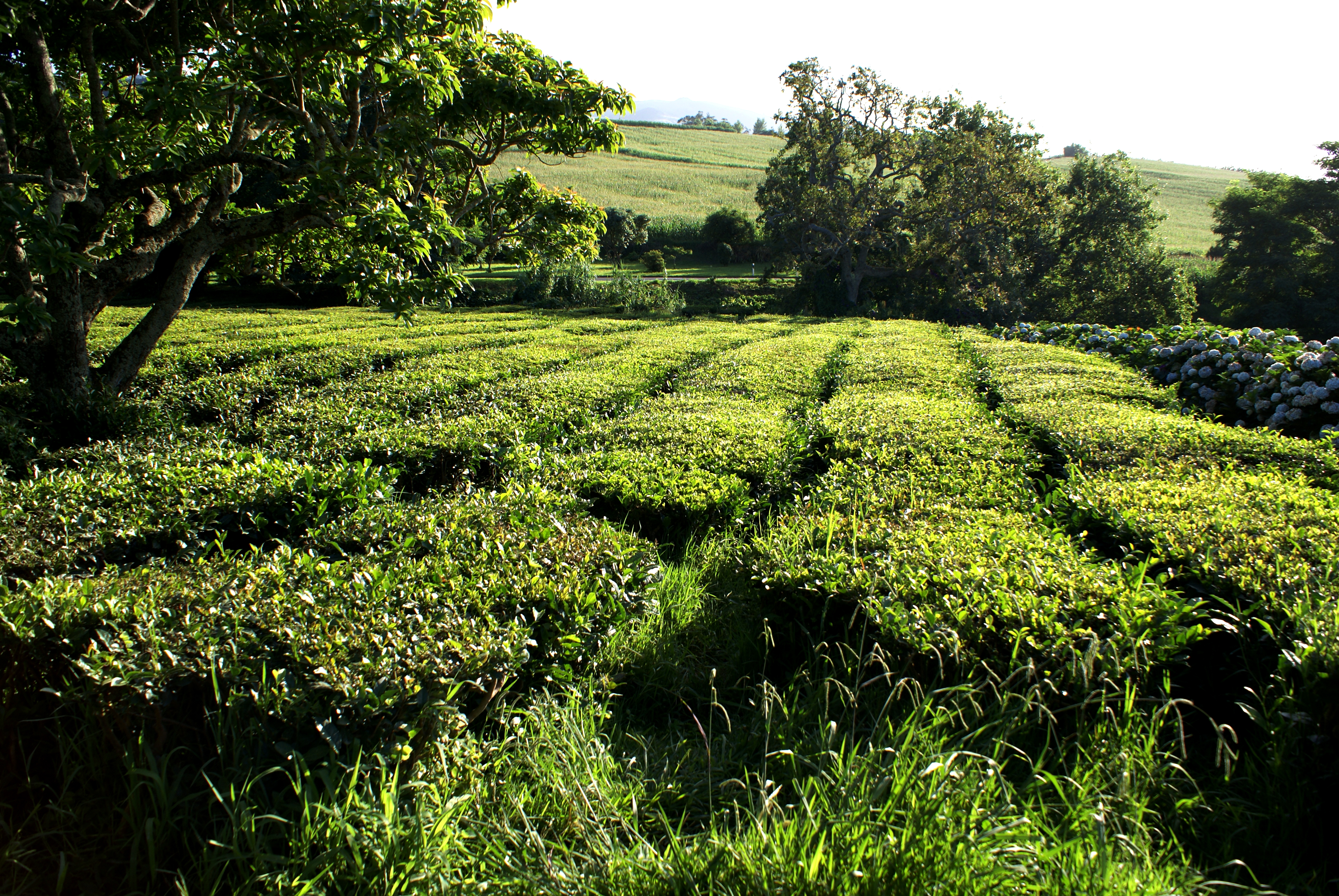
A plantação de Camellia sinensis da Gorreana (na Ilha de São Miguel, nos Açores) tornou-se reconhecida pela sua elevada qualidade e é, actualmente, exportada para todo o mundo

Chá-verde é um tipo de chá feito a partir da infusão da planta Camellia sinensis. É chamado de verde porque as folhas da erva sofrem pouca oxidação durante o processamento, o que não acontece com as folhas do chá-preto. 
É a modalidade de chá mais consumida na China e no Japão, tendo, juntamente com outras variedades de chá, um histórico de consumo com milhares de anos. Tem vindo a ganhar popularidade no ocidente, tradicional consumidor de chá preto, nas últimas décadas, principalmente devido às propriedades medicinais atribuídas.  No ocidente, é em Portugal, mais exactamente na localidade da Gorreana, na ilha de São Miguel, nos Açores, que existe a mais antiga plantação de chá-verde da Europa, a qual realiza a exportação de chá-verde para todo o mundo.
O chá verde tem um trago caracteristicamente amargo que varia em intensidade consoante a qualidade, o tamanho das folhas, a proveniência, altura de colheita e a sua disponibilização, seja em saquetas ou folhas soltas. A preparação do chá-verde difere ligeiramente da dos outros chás. A água não deve ferver de modo a que as folhas não sejam cozidas e acabem por proporcionar um sabor amargo à bebida. O tempo de infusão também não deve ser superior a 3 minutos.

## História

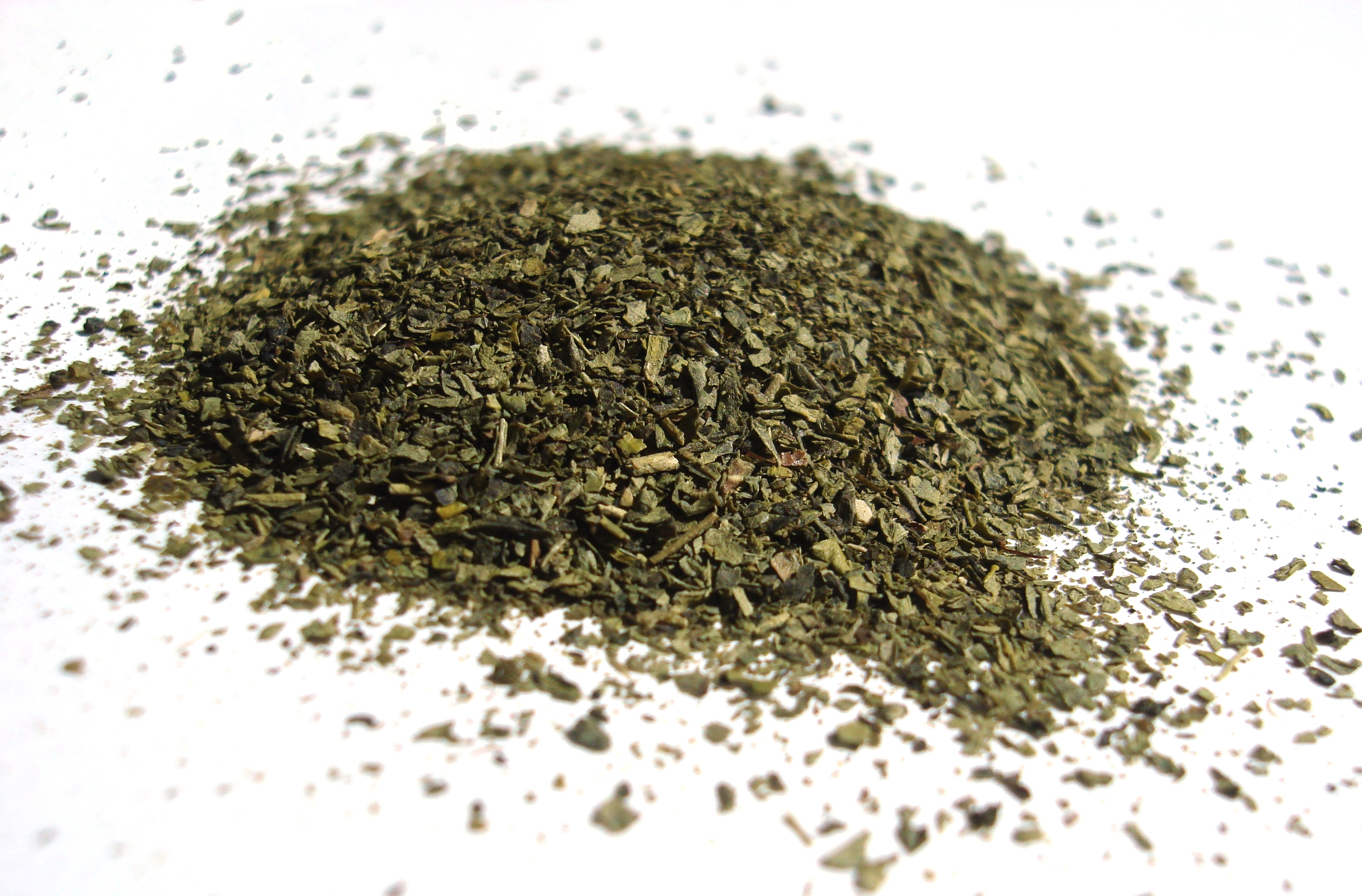
Folhas secas e moídas de chá-verde

Segundo alguns académicos, o consumo de chá data de há 5 mil anos, sendo a sua descoberta e difusão atribuída a Shennong. Da China passou ao Japão por meio de monges budistas que viajavam entre ambos os países, tendo-se disseminado posteriormente para outras partes da Ásia. Até à invenção do chá-preto, na China do século XVII, o chá não era dividido por cores, e era processado de maneira simples, a partir de folhas secas picadas, ou transformado em um bolo, comparável ao Pu-erh.
O chá-verde foi o único chá que se popularizou amplamente no Japão, tendo sido, até recentemente, a bebida mais consumida do país, superando inclusivamente o consumo de refrigerantes e bebidas alcoólicas.
O chá-verde é também produzido em outros países asiáticos, como a Índia e Ceilão, mas com técnicas de processamento e armazenamento diferentes das japonesas e chinesas. Muitos produtores que se dedicam principalmente ao cultivo de chá preto, também o fazem com relação ao chá verde.
Fora da Ásia, como resultado da imigração japonesa, o chá-verde passou igualmente a ser produzido no sudeste do Brasil, particularmente no estado de São Paulo. Embora existam marcas de qualidade reconhecida, é comum encontrar, sob o nome de "chá-verde", compostos de outras plantas, incluindo o mate. Isso deve-se a uma errónea utilização do termo "chá", que no Brasil é usado para se referir a qualquer infusão.
O chá-verde é cultivado também no arquipélago dos Açores, mais propriamente na localidade da Gorreana, na ilha de São Miguel, sendo cultivado e comercializado o de tipo Hysson.

## Chá-verde no Japão(日本)

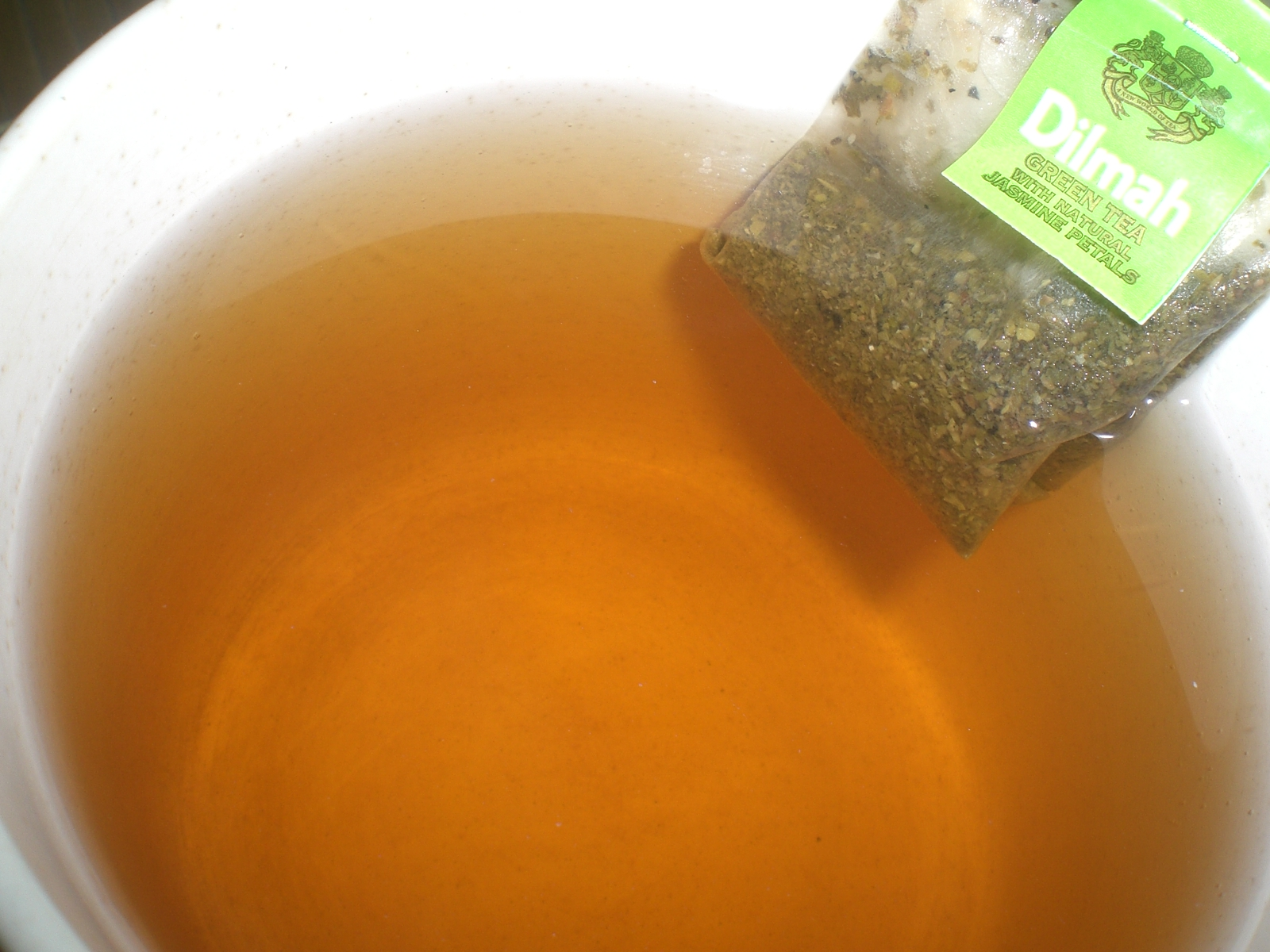
Uma chávena de chá-verde

Do chá verde produzido no Japão(日本), o chá verde é responsável por cerca de 80% e é frequentemente chamado de consentimento para o chá japonês. Existem dois tipos de Sencha: o que tem um cheiro fresco, e chá profundo, que perde o cheiro de verde.
O chá japonês tende a ser avaliado mais delicioso que o aroma do que o chá chinês e, em particular, quando se trata de chá verde de alta qualidade como Gyokuro, a temperatura da água quente é reduzida pelo arrefecimento da água.
Matcha (挽) (→ cerimônia do chá) -Uma mistura de 碾 e pó fino usando um moinho de pedra.
Chá em pó - Existem versões liofilizadas de líquido extraído em pó e as de chá em pó. Além de beber em saquinhos de chá ou água quente, ele é usado como matéria-prima para processamento de alimentos. Muitos chás em pó são mais duros que o matcha.
Sencha (no sentido amplo) (→ caminho de Sencha)
A cidade de Gyokuro-Yame, província de Fukuoka, tem o maior volume de produção.
Cobertura de chá
Sencha (sentido restrito) - mais comum no Japão.
Bancha
Xícara de chá
Chá da haste (chá da barra, dobra branca)
Chá bud
Chá em pó
Hojicha-às vezes não incluído no chá verde.
Chá de arroz integral
Chá de feijão
Chá cozido
Chá verde Jade
Fervido, bule chá, de, panela chá

### Plantação coberta
Os tipos mais nobres de chá-verde vêm das folhas de árvores parcialmente cobertas do sol, que tem o nome genérico de Tencha. De acordo com a qualidade, e as características de cada chá, os vasos condutores podem ser removidos, para conferir um paladar mais agradável.
- Gyokuro: É enrolado e processado como o Sencha, mas tem um sabor mais doce e delicado. É considerado o chá mais nobre, dentre os com folha enrolada.
- Matcha: É feito a partir do tenchá triturado até a consistência do talco, e é usado no Chanoyu, a cerimônia do chá Japonesa.
- Kukicha: É feito com folhas, galhos, e partes menos nobres que sobram da colheita do Gyokuro. Conhecido pelo seu sabor leve e refrescante, e sua cor levemente amarelada, um bom Kukicha tem um sabor próprio, comparado ao Oolong chinês, e muito pouca cafeína.

### Plantação descoberta
Do restante da plantação, são feitos outros chás, considerados menos nobres, porém mais populares, e de preparo mais fácil.
- Sencha: O tipo mais comum de chá no Japão, representando mais de três quartos de toda a produção. O Sencha da primeira colheita, quando usado comemorativamente, é também chamado de Shincha (Novo chá).
- Bancha: É uma classe de Sencha colhido entre o verão e o outono. Embora não tenha o sabor delicado, como o Sencha, é respeitado pelas suas características bem definidas, como seu sabor forte e refrescante. Ele é mais barato, e contém menos cafeína que as outras variedades.
- Genmaicha: É uma mistura de algum chá, geralmente Sencha, e Genmai (arroz torrado). A proporção de arroz e chá é muito importante, pois, se o aroma do arroz tira um pouco da amargura de um chá de qualidade inferior, o excesso tira todas as suas características.
- Hojicha: É um chá frito, ou até torrado, muito comum em casas de chá pelo Japão. Tanto o bancha quanto o kukicha podem ser usados para fazê-lo. Ele tem muito pouca adstringência, uma cor claramente vermelha, e pouca cafeína. Mas também pode haver danos à saúde se usado por pessoas portadoras de diabetes.

## A colheita do chá-verde no Japão

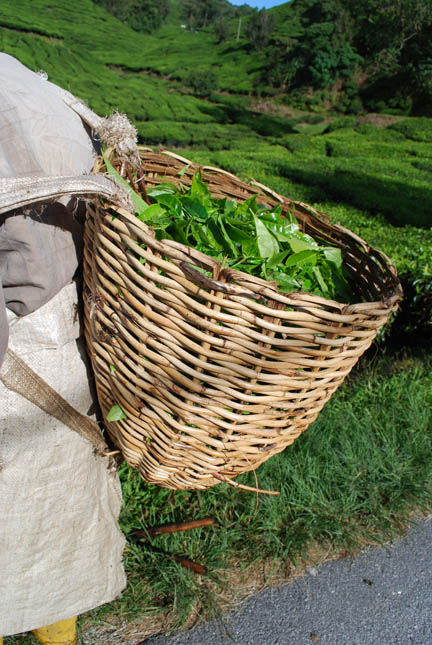
Cesto com chá-verde

### Na primavera
A mais apreciada leva de chá-verde, Ichiban Cha, é colhida entre a primavera e o verão, mais ou menos em Maio, no hemisfério norte, e em Setembro, no hemisfério sul. O período exato depende de cada fazenda, devido às sutis diferenças no clima e geografia.
Antes da primavera, no começo de Março, no hemisfério norte, e de Junho, no hemisfério sul, as folhas da árvore de chá são arrancadas, e, delas, é feito o Banchá de Primavera.
Entre vinte e trinta dias antes da colheita, as árvores destinadas à produção de Gyokuro e Matcha são cobertas por cortinas especiais, chamadas Kanreisha, para isolá-las de contato solar direto. Dessa forma, ambos os tipos de Chá crescem com um aroma mais encorpado, uma cor mais esverdeada, e um sabor mais doce e menos amargo, graças à quantidade menor de taninos.
Depois, vem a colheita, na qual é preciso saber tempo certo para colher as folhas: colher antes do tempo certo acarretará em folhas pouco maduras, e colher depois, mesmo que alguns dias, irá tornar o chá muito mais amargo, estragando sua alta qualidade.
Para um chá perfeito, como ocorre com os melhores Gyokuros e Matchas, as folhas deverão ser recolhidas manualmente, já que, com uma máquina, será impossível separar as folhas boas das ruins.

### No Verão
Durante o verão, são produzidos chás de qualidade inferior aos da primavera. No total, são feitas duas colheitas, resultando no Niban
Durante esse período, a árvore fica particularmente vulnerável à competição de outras espécies, incluindo a erva-daninha. As plantações orgânicas sofrem ainda mais, pois, sendo impossível arrancar automaticamente as invasoras de cada árvore, os criadores acabam tendo de retirá-las manualmente, uma a uma.

### No Outono
Durante o outono, as árvores são podadas e fertilizadas, para que o solo se enriqueça lentamente durante seis meses, até chegar a primavera novamente.
Das folhas retiradas nesse período, é feito o Banchá de Outono, o último chá do ano.

### No Inverno
Durante o rigoroso inverno não há produção de chá.

## Benefícios à saúde
Diversos estudos indicam que o chá verde tem grandes benefícios para a saúde.
Estudos indicam que o chá-verde é rico em substâncias antioxidantes chamadas polifenóis, que evitam a ação destrutiva das células por parte de radicais livres (que as degeneram por meio de oxidação), auxiliando, por exemplo, na prevenção do câncer (cancro), sendo também eficazes na inversão do envelhecimento celular precoce e, por acelerarem o metabolismo, a auxiliar na queima de tecido adiposo.
Um ensaio clínico realizado em 2008 durante 12 semanas com um grupo de 60 pessoas, demonstrou que pessoas que consomem chá verde regularmente, tiveram uma perda de peso de 3 a 4 kgs a mais do que as pessoas que consumiram apenas um placebo.
Uma chávena de chá verde pode conter até 200 mg de polifenóis (flavanóides, ácidos fenólicos, catequinas), sendo o epigalocatequina galato o que demonstra possuir os maiores efeitos anti-cancerígenos, inibindo a invasão tumoral, a metástese e a angiogênese, sendo também responsável por induzir a morte celular programada de células cancerígenas (apoptose).
Segundo o Dr. Richard Béliveau, regente da cadeira de Prevenção e Tratamento do Cancro na Universidade do Quebec em Montreal, cerca de 11 mil estudos comprovam a eficácia do chá verde na prevenção de vários tipos de cancer (cancro), nomeadamente os que afetam o sistema digestivo (estômago, esófago e cólon), comprovando a sua eficiência com uma redução do risco que pode atingir os 60%. Os estudos realçaram igualmente um grande êxito na diminuição de casos de canceres do pulmão (em não fumadores), próstata e mama, reduções que atingem os 20%, 50% e 40%, respectivamente. Segundo os investigadores canadianos Richard Béliveau e Denis Gingras, as variedades de chá verde japonesas são as que possuem maiores índices de antioxidantes, e concluem que preparar o chá verde com temperaturas excessivamente altas pode resultar numa diminuição da sua ação anti-cancerígena.
O chá-verde possui quantidades moderadas de cafeína (menos que o café e o chá preto), que contribuem para a prevenção de doenças neurodegenerativas, e é rico em taninos, que fazem diminuir as taxas do LDL (colesterol ruim) e fortalecem as artérias e veias, favorecendo a prevenção de doenças cardíacas e circulatórias. 
Um estudo feito nos Estados Unidos indica que o extrato de chá-verde pode suprimir o crescimento de Helicobacter pylori (em vivo e em vitro). Um outro estudo feito na Coreia do Sul sugere que um polissacarídeo ácido encontrado no chá-verde é significativamente efetivo na prevenção da adesão do H. pylori a células epiteliais humanas em cultura
O chá-verde possui pequenas quantidades de manganês, potássio, ácido fólico, vitamina C, vitamina K, vitamina B1 e a vitamina B2.
O chá-verde é diurético.